# Унделох
Унделох (њем. Undeloh) општина је у њемачкој савезној држави Доња Саксонија. Једно је од 42 општинска средишта округа Харбург. Према процјени из 2010. у општини је живјело 927 становника. Посједује регионалну шифру (AGS) 3353036.

## Географски и демографски подаци
Унделох се налази у савезној држави Доња Саксонија у округу Харбург. Општина се налази на надморској висини од 85 метара. Површина општине износи 48,2 km². У самом мјесту је, према процјени из 2010. године, живјело 927 становника. Просјечна густина становништва износи 19 становника/km².